# Flaga Sardynii

Flaga Sardynii

Flaga używana przez nacjonalistów

Flaga Królestwa Sardynii

Współczesna flaga Sardynii jako włoskiego regionu autonomicznego przedstawia czerwony krzyż na białym tle, oraz cztery czarne głowy Maurów, po jednej w każdym z czterech białych pól.
Według hiszpańskiej, pochodzącej z tradycji wersji, symbol czterech głów Maurów został użyty po raz pierwszy podczas święta, którym Piotr I uświetnił zdobycie w 1096 Alcoraz. Według tradycji sardyńskiej, historia symbolu sięga roku 1017, kiedy to papież Benedykt VIII nadał sztandar z takim symbolem Pizańczykom, którzy pomogli Sardyńczykom odeprzeć siły Saracenów, dowodzone przez Mujahida al-Amiri. Dokumenty historyczne odnotowują jednakże ten symbol po raz pierwszy dopiero w 1281 roku, jako banderę statku flagowego floty Piotra III Aragońskiego. Natomiast pierwszy związek symbolu z Sardynią odnotowano w XIV wieku, jako symbolu Królestwa Sardynii będącego wówczas w konfederacji zwanej Korona Aragońska.
Na początku XVIII wieku głowy na fladze Sardynii zwrócone były w lewo, a bandaże zakrywały oczy Maurów. Flaga została oficjalnie uznana przez Republikę Włoską w 1952, natomiast w 1999 zmieniono jej wzór, odtąd głowy Maurów zwrócone są w prawo, a bandaże opasują ich czoła, tak jak w pierwotnej wersji symbolu.